# Агріонії
Агріо́нії (Agrionia) — свята на честь Діоніса Агріонійського, що відбувались в Орхомені (у Беотії) за участю самих жінок та жерця Діоніса.